# 丹麥的伊莉莎白 (1524-1586)
丹麥的伊莉莎白（丹麥文：Elisabeth af Danmark，1524年10月14日—1586年10月15日，她是一位丹麥公主，國王弗雷德里克一世與王后波美拉尼亞的索菲亞的一個女兒。伊莉莎白在1543年與梅克倫堡的馬格努斯三世結婚。
伊莉莎白和馬格努斯三世沒有生下孩子，馬格努斯三世在1550年去世。六年後，伊莉莎白再婚，新郎同樣來自梅克倫堡家族，是馬格努斯三世的堂弟烏爾里希。伊莉莎白和烏爾里希有一個女兒，梅克倫堡-居斯特羅的索菲。索菲後來嫁給丹麥國王弗雷德里克二世，他們的子女包含國王克里斯蒂安四世，還有英國的安娜王后。